# Liste des monuments de Taza
Ceci est une liste des monuments classés par le ministère de culture marocain aux alentours de Taza.
| Identifiant monument         | Site | Monument                         | Adresse | Date de classement | Décret | Coordonnées                        | Illustration               |                       |
| ---------------------------- | ---- | -------------------------------- | ------- | ------------------ | ------ | ---------------------------------- | -------------------------- | --------------------- |
| pc_architecture/sanae:280012 | Taza | Médina de Taza (en)              |         |                    |        | 34° 12′ 29″ nord, 4° 01′ 06″ ouest | Médina de Taza (en)        | Télécharger une image |
| pc_architecture/sanae:320015 | Taza | Dar Bou Hamara (d)               |         |                    |        | à géolocaliser                     | Image manquante Téléverser | Télécharger une image |
| pc_architecture/sanae:050029 | Taza | El Bestioun Taza (d)             |         |                    |        | 34° 12′ 35″ nord, 4° 00′ 45″ ouest | El Bestioun Taza (d)       | Télécharger une image |
| pc_architecture/sanae:410015 | Taza | Enceinte de la ville de Taza (d) |         |                    |        | 34° 12′ 39″ nord, 3° 59′ 52″ ouest | Image manquante Téléverser | Télécharger une image |
| pc_architecture/sanae:390051 | Taza | Bab Jemaa (Taza) (d)             |         |                    |        | 34° 12′ 39″ nord, 4° 00′ 56″ ouest | Bab Jemaa (Taza) (d)       | Télécharger une image |
| pc_architecture/sanae:050028 | Taza | Tour Sarrazine (d)               |         |                    |        | 34° 12′ 29″ nord, 4° 01′ 21″ ouest | Image manquante Téléverser | Télécharger une image |
| pc_architecture/sanae:190020 | Taza | Kasba Taza (d)                   |         |                    |        | 34° 12′ 43″ nord, 4° 01′ 05″ ouest | Image manquante Téléverser | Télécharger une image |
| pc_architecture/sanae:390050 | Taza | Bab Rih (Taza) (d)               |         |                    |        | 34° 12′ 25″ nord, 4° 01′ 03″ ouest | Image manquante Téléverser | Télécharger une image |
| pc_architecture/sanae:160105 | Taza | grotte Sidi Mejbeur (d)          |         |                    |        | 34° 06′ 18″ nord, 4° 04′ 20″ ouest | Image manquante Téléverser | Télécharger une image |
| pc_architecture/sanae:050013 | Taza | Borj Taza (d)                    |         |                    |        | 34° 12′ 38″ nord, 3° 59′ 58″ ouest | Image manquante Téléverser | Télécharger une image |